# العلاقات النمساوية الهايتية
العلاقات النمساوية الهايتية هي العلاقات الثنائية التي تجمع بين النمسا وهايتي.

## مقارنة بين البلدين
هذه مقارنة عامة ومرجعية للدولتين:
| وجه المقارنة                                              | النمسا                                                    | هايتي                                |
| --------------------------------------------------------- | --------------------------------------------------------- | ------------------------------------ |
| المساحة (كم2)                                             | 83.86 ألف                                                 | 27.75 ألف                            |
| عدد السكان (نسمة)                                         | 8.81 مليون                                                | 10.98 مليون                          |
| الكثافة السكانية (ن./كم²)                                 | 105.06                                                    | 395.68                               |
| العاصمة                                                   | فيينا                                                     | بورت أو برانس                        |
| اللغة الرسمية                                             | اللغة الألمانية، لغة الإشارة النمساوية ‏                   | لغة فرنسية، اللغة الكريولية الهايتية |
| العملة                                                    | يورو، شلن نمساوي، رايخ مارك، شلن نمساوي                   | جوردة هايتية                         |
| الناتج المحلي الإجمالي (بليون دولار)                      | 416.60 مليار                                              | 8.41 مليار                           |
| الناتج المحلي الإجمالي (تعادل القوة الشرائية) بليون دولار | 426.99 مليار                                              | 18.82 مليار                          |
| الناتج المحلي الإجمالي الاسمي للفرد دولار أمريكي          | 43.77 ألف                                                 | 818                                  |
| الناتج المحلي الإجمالي للفرد دولار أمريكي                 | 47.68 ألف                                                 | 1.73 ألف                             |
| مؤشر التنمية البشرية                                      | 0.885                                                     | 0.483                                |
| رمز المكالمات الدولي                                      | +43                                                       | +509                                 |
| رمز الإنترنت                                              | .at                                                       | .ht                                  |
| المنطقة الزمنية                                           | توقيت وسط أوروبا، ت ع م+01:00، ت ع م+02:00، أوروبا/فيينا ‏ | 00                                   |

## منظمات دولية مشتركة
يشترك البلدان في عضوية مجموعة من المنظمات الدولية، منها:
| علم المنظمة | اسم المنظمة                               | تاريخ انضمام النمسا | تاريخ انضمام هايتي |
| ----------- | ----------------------------------------- | ------------------- | ------------------ |
|             | وكالة ضمان الاستثمار متعدد الأطراف        | 16 ديسمبر 1997      | 11 ديسمبر 1996     |
|             | منظمة الشرطة الجنائية الدولية             | ?                   | ?                  |
|             | منظمة حظر الأسلحة الكيميائية              | ?                   | ?                  |
|             | منظمة التجارة العالمية                    | ?                   | ?                  |
|             | الأمم المتحدة                             | 14 ديسمبر 1955      | 24 أكتوبر 1945     |
|             | مؤسسة التمويل الدولية                     | 28 سبتمبر 1956      | 20 يوليو 1956      |
|             | يونسكو                                    | 13 أغسطس 1948       | 18 نوفمبر 1946     |
|             | مؤسسة التنمية الدولية                     | 28 يونيو 1961       | 13 يونيو 1961      |
|             | البنك الدولي للإنشاء والتعمير             | 27 أغسطس 1948       | 8 سبتمبر 1953      |
|             | المركز الدولي لتسوية المنازعات الاستشارية | 24 يونيو 1971       | 26 نوفمبر 2009     |
|             | الاتحاد البريدي العالمي                   | ?                   | ?                  |
|             | الاتحاد الدولي للاتصالات                  | 1866                | 10 أكتوبر 1927     |

## وصلات خارجية
- موقع وزارة الخارجية النمساوية
- موقع وزارة الخارجية الهايتية